# Castre de São Lourenço
El Castre de Sâo Lourenço es troba a la muntanya del mateix nom, a la freguesia de Vila Chã, municipi d'Esposende, districte de Braga, a Portugal. Se situa a una alçada de 200 m per sobre del nivell de la mar, en un dels esperons granítics del penya-segat fòssil que s'estén de Monte Faro (Palmeira de Faro) a Sâo Paio de Antas (Esposende). Està classificat com a Immoble d'Interès Públic pel Decret 1/86, publicat en el DR nº 2, de 3 de gener de 1986.

## Les excavacions
En aquest castre hi ha zones que foren ocupades en èpoques diferents i de maneres diferents. És per això que els arqueòlegs el van dividir en sectors.
Les intervencions arqueològiques continuen fins a l'actualitat, havent estat iniciades al 1985. Són orientades pel professor Carlos Alberto Brochado de Almeida, de la Facultat de Lletres de la Universitat de Porto, amb la col·laboració de joves voluntaris d'Esposende i de diverses universitats portugueses i europees. La Cambra hi intervé amb el suport logístic, a través del seu Pilar de la Cultura.

## Els sectors
Les intervencions s'han fet una mica per tota la muntanya de Sâo Lourenço i es divideixen per sectors: A, C, CV, D, I, N, M1, M2 i T.

### Sector C
El sector C (camí d'accés a la capella), degué estar habitat entre els segles iii i ii aC. O fins al quart segle de la nostra era. Les cases són circulars o subrectangulars, i tenien algunes parets, en el seu interior, arrebossades i pintades en blanc o groc i presentaven un sòcol gris. El sòl era cobert amb argila amassada i trepitjada. Les cases circulars tenien la teulada cònica, cobertes amb elements vegetals, mentre que les altres més allargades tenien la teulada d'una o dues aigües. Al centre de la casa s'encenia la foguera i hi havia la post que sostenia el sostre, que si era de palla el premien plaques d'esquist.
En l'època de la romanització començà a ser utilitzada la teula, que substituí la cobertura vegetal.
Amb la necessitat d'augmentar l'espai de cada casa, els habitants hi afegiren una espècie de vestíbul, que els arqueòlegs anomenen "carranc", per la forma. Amb la necessitat de separació de famílies que vivien en cases contigües, es construïren murs. Entre les diverses cases de la mateixa família, el sòl entre les cases podria ser cobert per lloses i s'utilitzava per assecar cereals o fruits, a més de proporcionar comoditat, formant carrers estrets.

### Sector CV
El Sector CV (camí vell), ja més prop de l'actual capella de Sâo Lourenço però encara en la costa nord, presenta les cases en nivells diferents, suportats per murs.
En aquest sector es restauraren algunes cases, que corresponen a cases de l'època del canvi d'era (del segle I ae a l'I de).

### Sector D
Pel que fa al sector D, aquest se situa a l'entrada del castre, en l'inici del camí d'accés a la capella. Allí és la muralla del castre i la romana, que posteriorment es reformà, en època medieval per a la protecció de la gent que habitava al castre.

### Sectors E i A
El sector E (escala) i el sector A (acròpoli), un al costat nord i l'altre al sud de l'escala que dona accés a la capella, presenten vestigis d'ocupació de cases circulars. Aquests llocs estarien habitats ja no en l'època dels castres per habitants que utilitzarien el cim d'aquesta muntanya per a observar la costa litoral i l'estuari del riu Cávado, així com per a defensar-se, en èpoques posteriors, d'atacs dels vikings i àrabs que en diverses ocasions assolaren la zona.
Des d'aquest indret es poden observar quilòmetres i quilòmetres de la costa marítima (és per això que en els segles XII i XIII es va construir una muralla de pedra en aquesta muntanya que servia com una espècie de "castell").

### Sector T
El Sector T (tresor) ha estat un dels més excavats. Es troba en la petita vall que dona accés a l'antiga pedrera, al mig del pendís, i el camí d'accés en va destruir una part d'aquest sector. Ací es trobaren ceràmiques de diverses èpoques i contexts culturals, i les peces més notables són la ceràmica grega, del segle IV ae, trobada en el sector T. També s'hi trobà un conjunt important de monedes romanes d'argent (denaris), pertanyents a l'època d'August i de Tiberi.

### Sectors M1 i M2
Els sectors M1 i M2 (mar) es troben a mitjan pujada i consten de dos nuclis residencials formats per cases circulars i subrectangulars, amb lloses cobrint el camí entre les cases. Ací es trobà un altre tresor de monedes, pertanyents a l'època de la República Romana.

## El material trobat
Els materials més antics trobats fins ara daten de l'Eneolític, amb alguns fragments de vasos (recipients oberts) amb decoració incisa del tipus "penya".
El material arqueològic exhumat es troba a l'empara dels Serveis d'Arqueologia de la Cambra Municipal d'Esposende, i el més significatiu s'exposa al Museu Municipal d'Esposende.
Dentre aquest material, es pot trobar milers de fragments de ceràmiques indígenes, molts d'ells ricament decorats, ceràmiques romanes, de producció local i importades, sobretot les de terra sigillata i les famoses àmfores, en especial les àmfores Haltern 70 vingudes dels indrets més llunyans de l'Imperi romà.
Vidres, monedes i eines (puntes de llança, corbelles, ganivets, batalls, etc.) usats en les diverses activitats, en ferro i bronze, així com fíbules i agulles de cap estan exposats en les vitrines del Museu Municipal d'Esposende.

## Galeria d'imatges

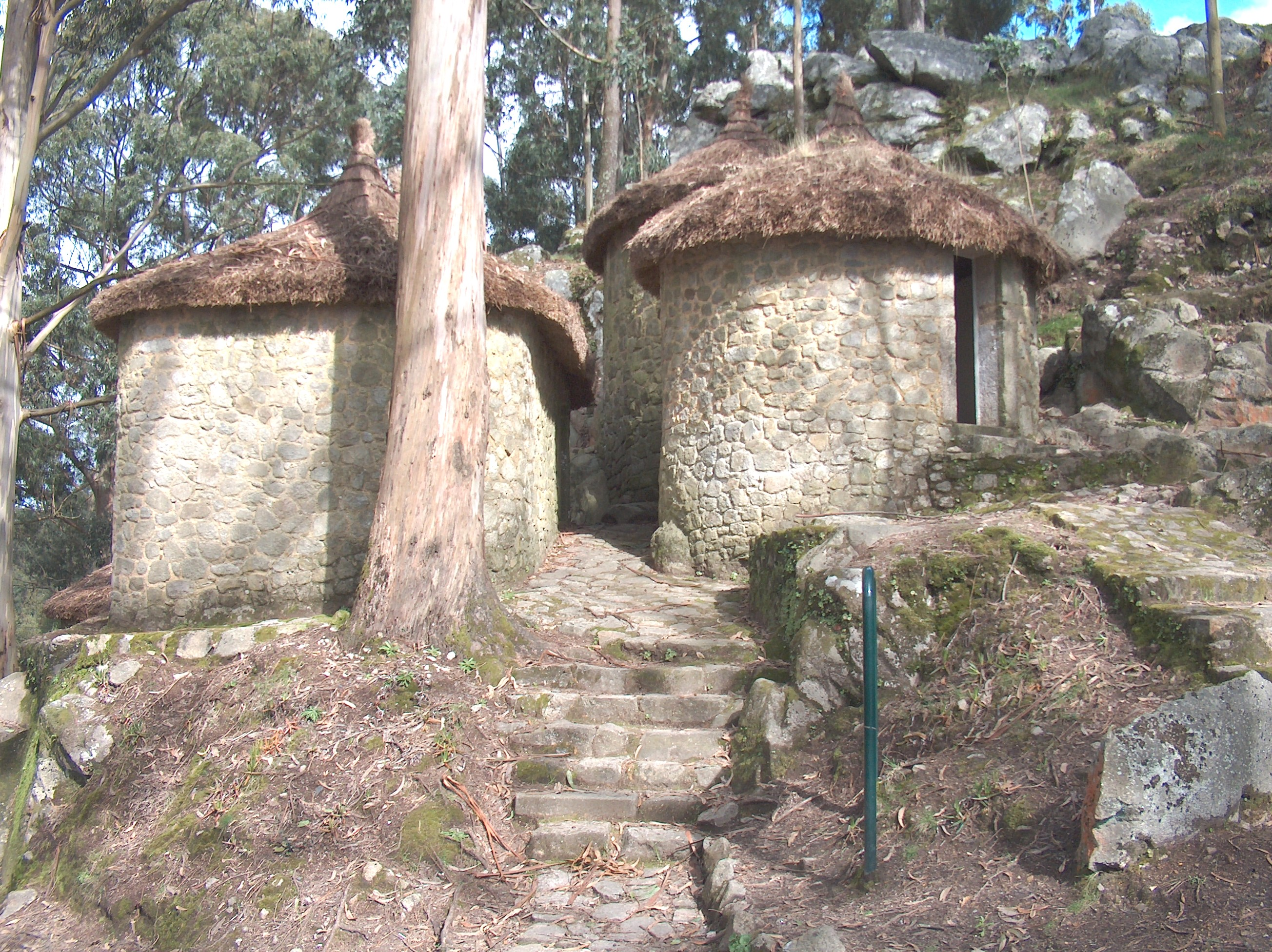
Castre de São Lourenço: sector CV amb nucli de 3 cases reconstruïdes
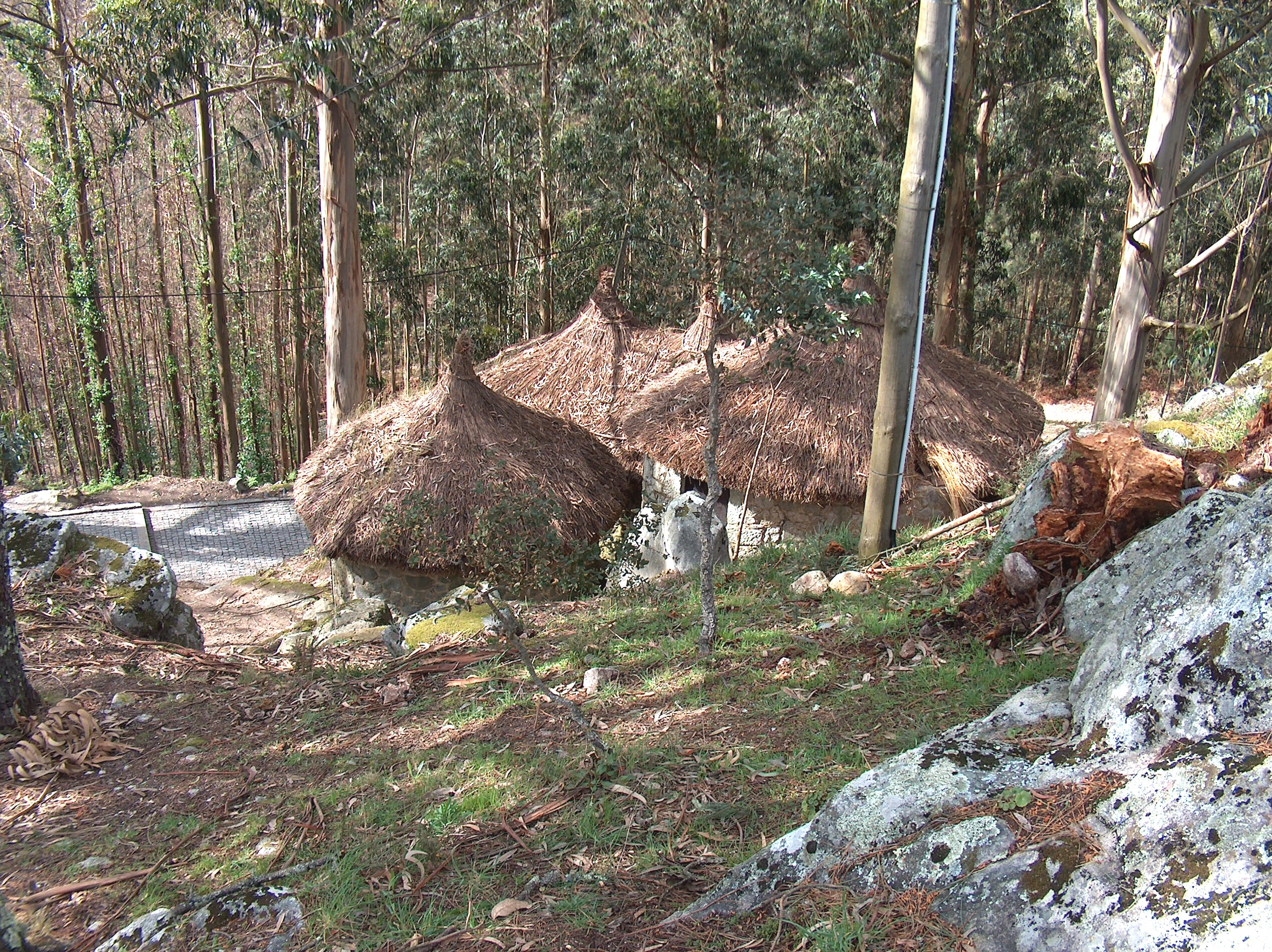
Castre de Sâo Lourenço: vista del cim del sector CV
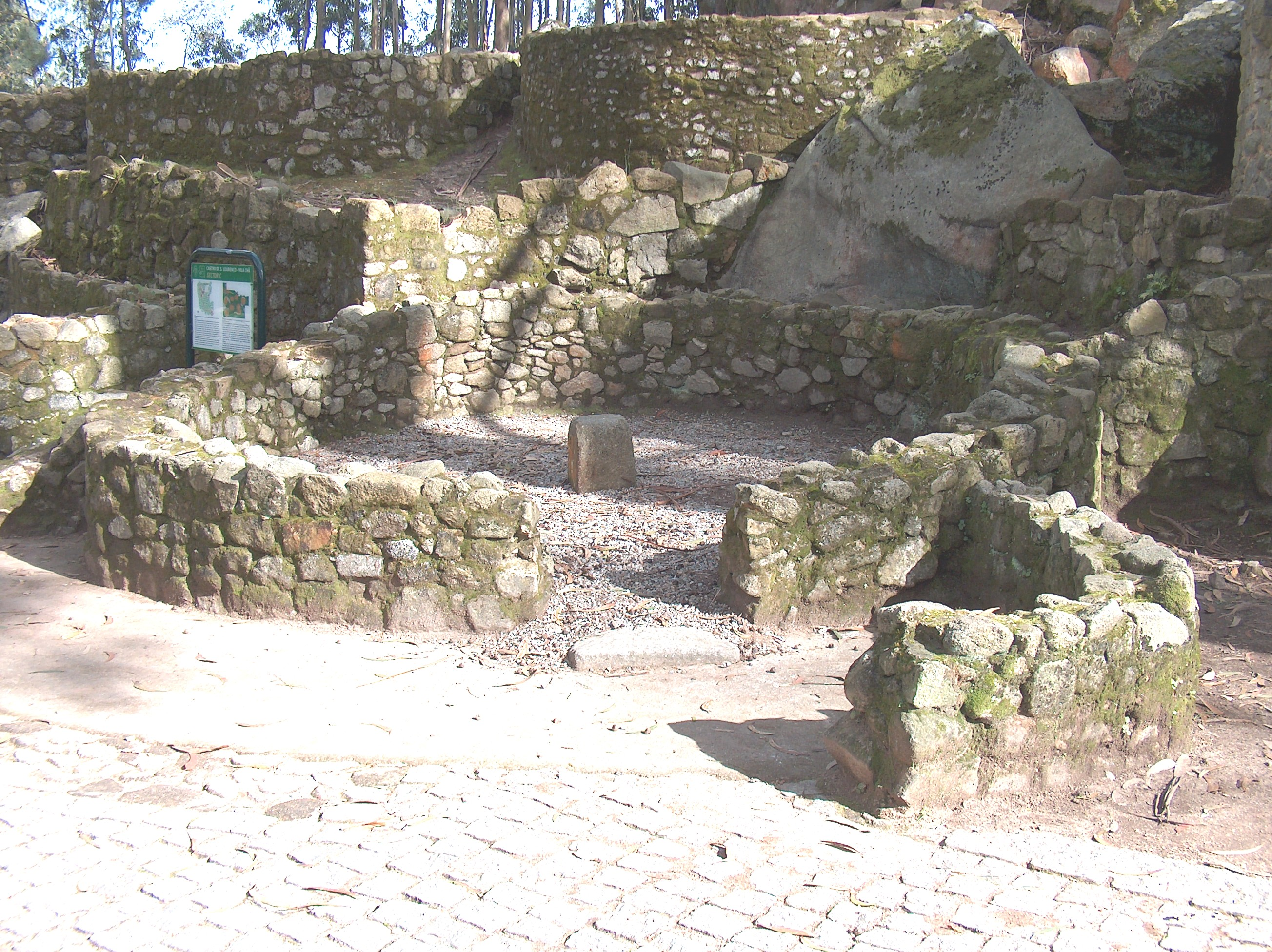
Castre de Sâo Lourenço: casa el tipus "carranc", en el sector C
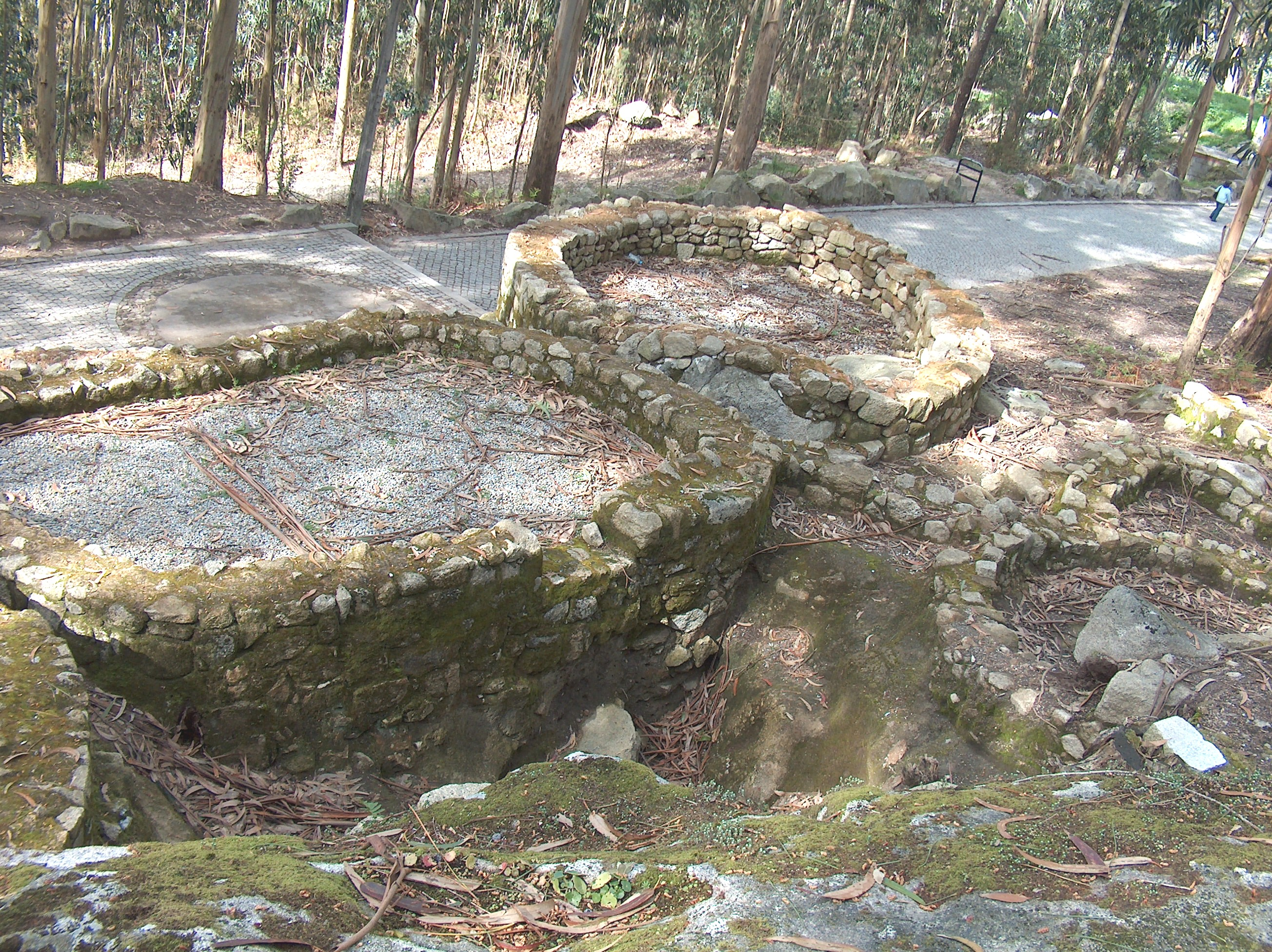
Castre de Sâo Lourenço: sector C, amb cases recuperades en ruïnes, tal com fa 2.000 anys
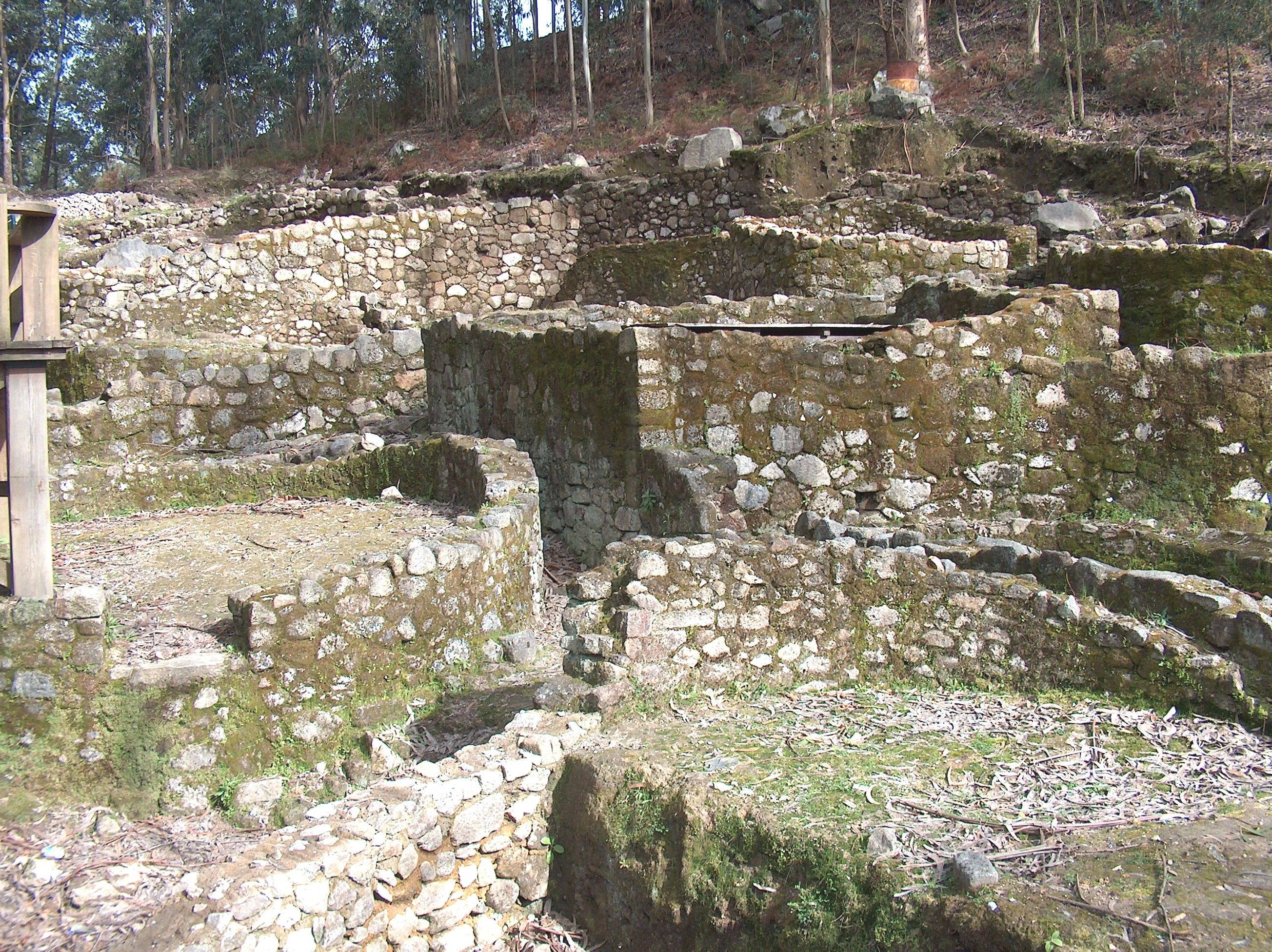
Castre de Sâo Lourenço: sector T, amb camí de pedres entre les cases
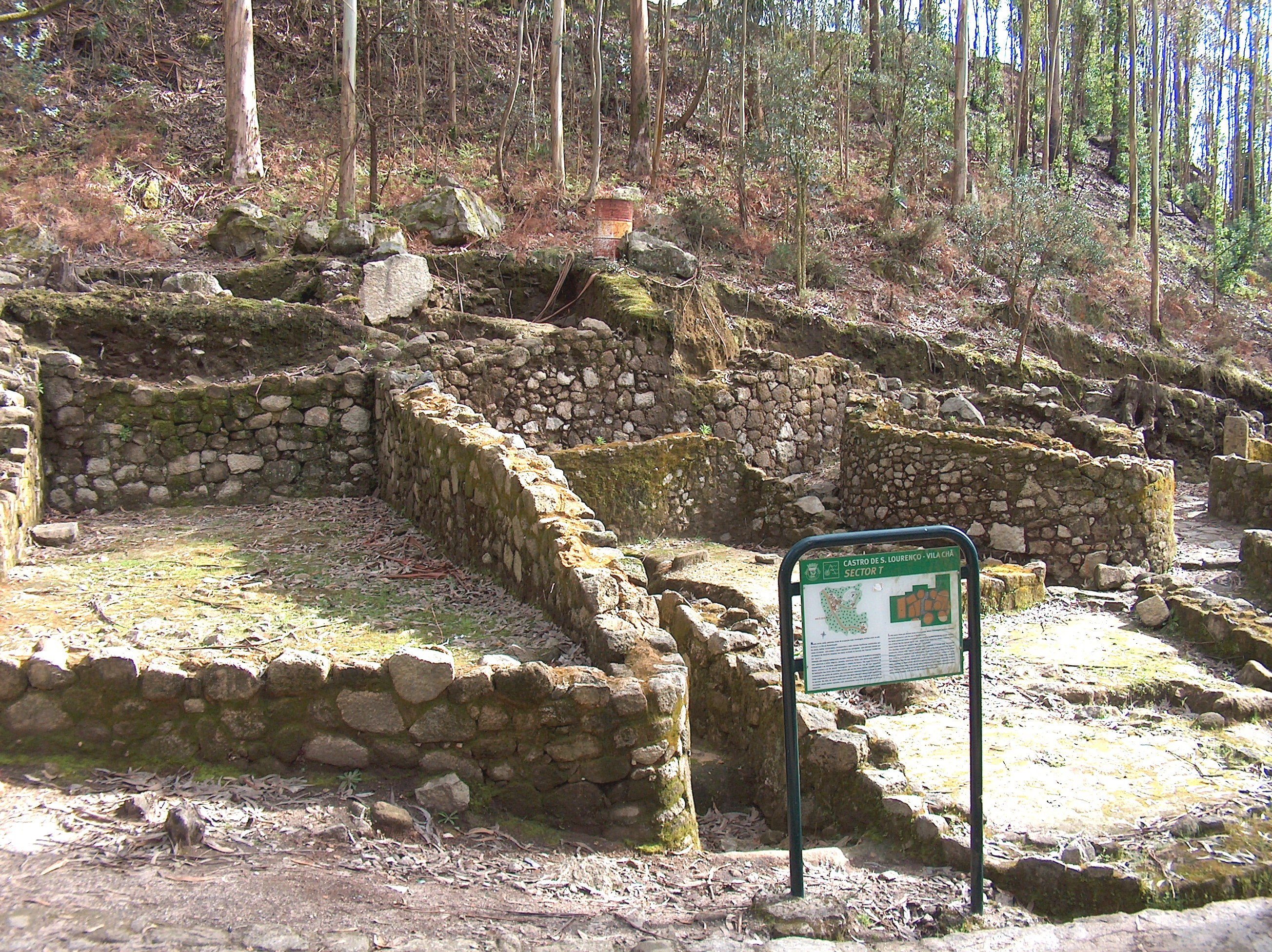
Castre de Sâo Lourenço: sector T
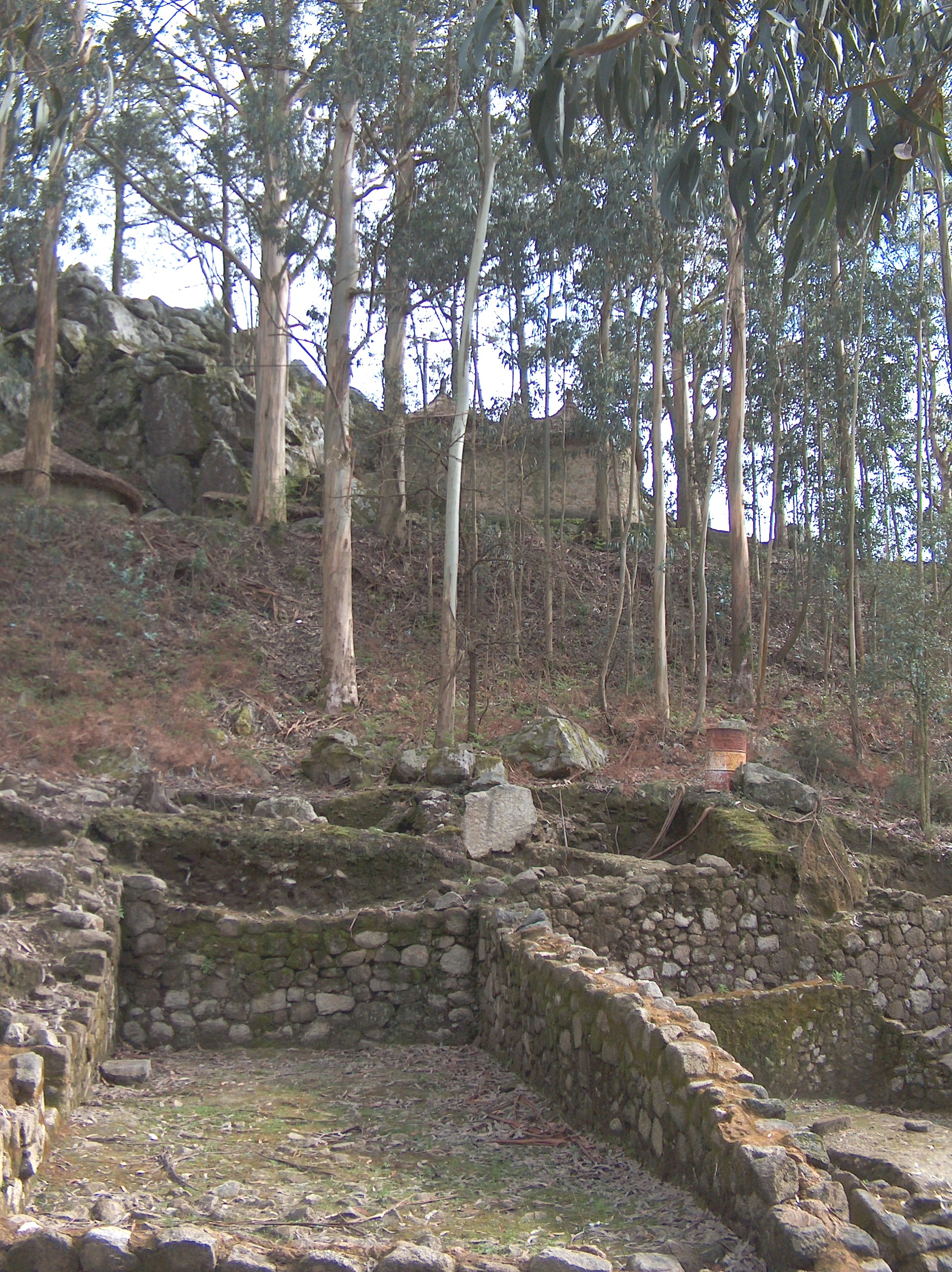
Castre de Sâo Lourenço: sector T